# Mischobulbum
Mischobulbum es un género que tiene asignada once especies de orquídeas, de la tribu Arethuseae de la familia (Orchidaceae). 
El nombre del género se refiere a que el pseudobulbo se extiende hasta el tallo.

## Hábitat
Se encuentran en el sudeste de Asia, Malasia y hasta Nueva Guinea.

## Descripción
Son plantas terrestres que crece en climas cálidos con un rizoma del que se eleva una simple hoja apical, sésil , cordada, usualmente acuminada. Florece cerca de la base con flores que abren simultáneamente en una inflorescencia con flores recogidas y el labio ligeramente inflado con una columna alada y ocho polinias.

## Especies
| - Mischobulbum cordifolium - Mischobulbum crassum - Mischobulbum emeiensis - Mischobulbum grandiflorum - Mischobulbum lancilabium - Mischobulbum longiscapum | - Mischobulbum marmoratum - Mischobulbum megalanthum - Mischobulbum papuanum - Mischobulbum scapigerum = sin. Nephelaphyllum scapigerum - Mischobulbum simondii |